# William John Charles
William John Charles, CBE (27 de desembre de 1931 - 21 de febrer de 2004), més conegut com a John Charles, fou un futbolista gal·lès.

## Trajectòria esportiva

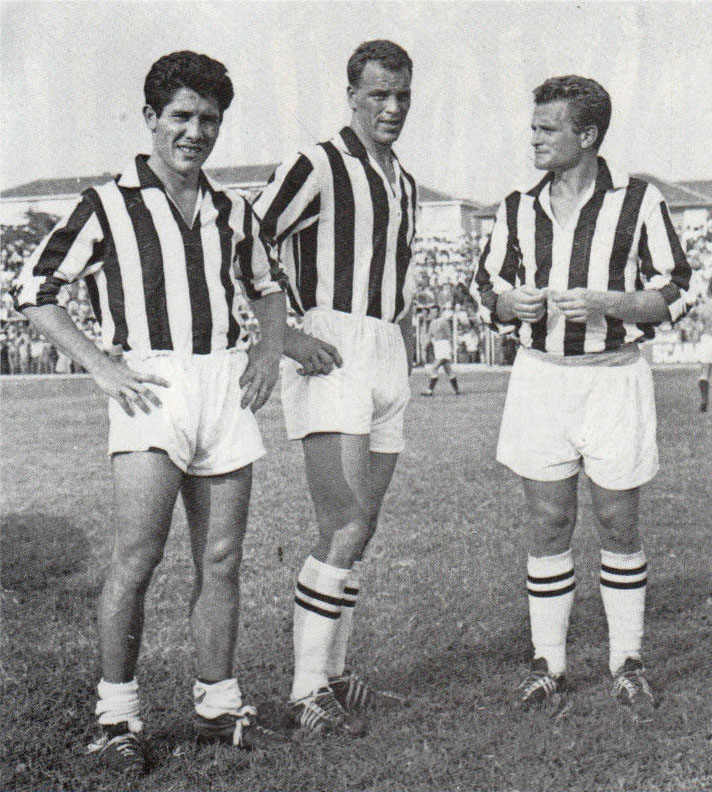
Charles, Sívori i Boniperti a la Juventus.

És considerat un dels futbolistes més importants que ha donat el País de Gal·les. Per la seva elevada estatura, un metre i vuitanta-vuit centímetres, i el fet que mai va ser expulsat ni amonestat, fou anomenat a Itàlia Il Gigante Buono (el gegant bo).
Els seus dos principals clubs foren el Leeds United i la Juventus. Debutà al club de Yorkshire el 19 d'abril de 1949. Jugà principalment a la posició de mig centre fins a la temporada 1952-53, en què començà a jugar com a davanter centre. Marcà 150 gols a la lliga en vuit anys, inclosos 42 a la temporada 1953-54. L'any 1957 fou traspassat a la Juventus FC per la xifra rècord a Anglaterra de 65.000 lliures. Durant cinc anys al club piemontès marcà 93 gols en 155 partits, i guanyà tres scudetto i dues copes. En una votació dels seguidors feta amb motiu del centenari del club el 1997 fou escollit com el millor jugador forà de l'equip.
Retornà al Leeds United i posteriorment tornà a Itàlia per defensar els colors de l'AS Roma. Acabà la seva carrera al Cardiff City.
Fou internacional amb Gal·les i participà en el Mundial de 1958. En total jugà 38 partits amb la selecció i marcà 15 gols.
Un cop retirat fou entrenador a clubs modestos com Hereford o Merthyr Tydfil.
L'any 2001 fou nomenat Comandant de l'Orde de l'Imperi Britànic. Fou inclòs a l'English Football Hall of Fame el 2002. Una de les graderies de l'estadi Elland Road porta el seu nom. També li ha estat dedicat un carrer proper a l'estadi. El 29 de novembre de 2003, per celebrar l'aniversari de la UEFA fou escollit Golden Player de Gal·les, com al jugador més important del país dels darrers 50 anys. El 1998 fou escollit per la Football League a la llista de les 100 llegendes del futbol anglès.
El seu germà petit Mel Charles també fou futbolista professional.

## Palmarès
- Lliga italiana de futbol: 1958, 1960, 1961
- Copa italiana de futbol: 1959, 1960
- Copa gal·lesa de futbol: 1964, 1965
- Futbolista italià de l'any: 1958
- Màxim golejador de la lliga anglesa de futbol: 1956-57
- Màxim golejador de la lliga italiana de futbol: 1957-58

## Estadístiques
Aquestes estadístiques són incompletes, les dades que manquen s'indiquen amb -
| Club            | Divisió                  | Temporada | Lliga   | Lliga | Copa    | Copa | Altres  | Altres | Total   | Total |
| Club            | Divisió                  | Temporada | Partits | Gols  | Partits | Gols | Partits | Gols   | Partits | Gols  |
| --------------- | ------------------------ | --------- | ------- | ----- | ------- | ---- | ------- | ------ | ------- | ----- |
| Leeds United    | Segona Divisió anglesa   | 1948-49   | 3       | 0     | 0       | 0    | 0       | 0      | 3       | 0     |
| Leeds United    | Segona Divisió anglesa   | 1949-50   | 42      | 1     | 5       | 0    | 0       | 0      | 47      | 1     |
| Leeds United    | Segona Divisió anglesa   | 1950-51   | 34      | 3     | 2       | 0    | 0       | 0      | 36      | 3     |
| Leeds United    | Segona Divisió anglesa   | 1951-52   | 18      | 0     | 5       | 0    | 0       | 0      | 23      | 0     |
| Leeds United    | Segona Divisió anglesa   | 1952-53   | 40      | 26    | 1       | 1    | 0       | 0      | 41      | 27    |
| Leeds United    | Segona Divisió anglesa   | 1953-54   | 39      | 42    | 2       | 1    | 0       | 0      | 41      | 43    |
| Leeds United    | Segona Divisió anglesa   | 1954-55   | 40      | 11    | 2       | 1    | 0       | 0      | 42      | 12    |
| Leeds United    | Segona Divisió anglesa   | 1955-56   | 41      | 29    | 1       | 0    | 0       | 0      | 42      | 29    |
| Leeds United    | primera divisió anglesa  | 1956-57   | 40      | 38    | 1       | 1    | 0       | 0      | 41      | 39    |
| Juventus        | primera divisió italiana | 1957-58   | 34      | 28    | 4       | 1    | 0       | 0      | 38      | 29    |
| Juventus        | primera divisió italiana | 1958-59   | 29      | 19    | 4       | 5    | 2       | 0      | 35      | 24    |
| Juventus        | primera divisió italiana | 1959-60   | 34      | 23    | 3       | 3    | 0       | 0      | 37      | 26    |
| Juventus        | primera divisió italiana | 1960-61   | 32      | 15    | 3       | 1    | 2       | 0      | 37      | 16    |
| Juventus        | primera divisió italiana | 1961-62   | 21      | 8     | 4       | 2    | 10      | 0      | 35      | 10    |
| Leeds United    | Segona Divisió anglesa   | 1962-63   | 11      | 3     | 0       | 0    | 0       | 0      | 11      | 3     |
| AS Roma         | primera divisió italiana | 1962-63   | 10      | 4     | -       | -    | -       | -      | 10      | 4     |
| Cardiff City    | Segona Divisió anglesa   | 1963-64   | 33      | 11    | 1       | 0    | 1       | 0      | 35      | 11    |
| Cardiff City    | Segona Divisió anglesa   | 1964-65   | 28      | 3     | 0       | 0    | 6       | 0      | 34      | 3     |
| Cardiff City    | Segona Divisió anglesa   | 1965-66   | 7       | 4     | 0       | 0    | 3       | 0      | 10      | 4     |
| Hereford United | Southern Premier         | 1966-67   | 42      | 26    | 9       | 11   | 0       | 0      | 51      | 37    |
| Hereford United | Southern Premier         | 1967-68   | -       | -     | -       | -    | -       | -      | 0       | 0     |
| Hereford United | Southern Premier         | 1968-69   | -       | -     | -       | -    | -       | -      | 0       | 0     |
| Hereford United | Southern Premier         | 1969-70   | -       | -     | -       | -    | -       | -      | 0       | 0     |
| Hereford United | Southern Premier         | 1970-71   | 24      | 10    | 4       | 1    | 6       | 1      | 34      | 12    |
| Merthyr Tydfil  | Southern Premier         | 1971-72   | -       | -     | -       | -    | -       | -      | 0       | 0     |
| Total           | Total                    | Total     | 602     | 304   | 51      | 28   | 30      | 1      | 683     | 333   |